# Hidrogensulfur de potassi
Hidrogensulfur de potassi és el compost inorgànic amb la fórmula KHS. És una sal incolora que consta del catió K+ i l'anió hidrogensulfur SH−. És el producte de la mitja neutralització del sulfur d'hidrogen amb hidròxid de potassi. Aquest compost es fa servir en la síntesi d'alguns compostos organosofrats. Es prepara per neutralització del KOH aquós amb H₂S. Les solucions aquoses de sulfur de potassi consten d'una mescla de hidrogensulfur de potassi i hidròxid de potassi.